# Encephalosphaera puberula
Encephalosphaera puberula är en akantusväxtart som först beskrevs av Emery Clarence Leonard, och fick sitt nu gällande namn av D.C. Wasshausen. Encephalosphaera puberula ingår i släktet Encephalosphaera och familjen akantusväxter. Inga underarter finns listade i Catalogue of Life.